# Герб Уржума
Герб города Уржума — опознавательно-правовой знак, составленный и употребляемый в соответствии с правилами геральдики, служащий символом города Уржум, образующего Уржумское городское поселение Уржумского района Кировской области Российской Федерации.

## Описание герба
Описание герба:
В лазоревом поле на зелёной земле стоящий со сложенными крыльями серебряный, с червлёными клювом и лапами, гусь. В вольной части — герб Кировской области.

## Обоснование символики
Обоснование символики герба:
За основу герба Уржумского городского поселения взят исторический герб уездного города Уржума, который был «Высочайше утвержденъ: 28-го Мая 1781 года». Описание исторического герба гласило: «Въ верхней части щита гербъ Вятскій. Въ нижней - въ голубом поле, дикій гусь, которыхъ въ окрестностяхъ сего города весьма много».
Существует поверье, что гусь — птица, приносящая благо, символизирующая взлёты и падения, но всегда поднимающаяся для новых свершений. Известен исторический факт, когда гуси, услышав приближающиеся к городу вражеские войска, своим клёкотом предупредили защитников города, и спасли Рим. С тех пор эта птица символизирует собой бдительность и неожиданный вклад в важное дело.
Лазурь — символ возвышенных устремлений, искренности, преданности, возрождения.
Зелёный цвет символизирует весну, здоровье, природу, надежду.
Серебро — символ чистоты помыслов и дел.
Красный цвет — символ труда, жизнеутверждающей силы и красоты, мужества.

## История создания
- 3 июля 2012 — герб города утверждён решением Уржумской городской Думы. Авторскую группу по разработке герба составили: идея — Владимир Ветлужских (Уржум), Константин Мочёнов (Химки), художник и компьютерный дизайн — Галина Русанова (Москва), обоснование символики — Вячеслав Мишин (Химки)[1].
- Герб города Уржума включён в Государственный геральдический регистр Российской Федерации под № 4949[1].

## Исторический герб
11 (22) сентября 1780 года именным указом императрицы Екатерины II было образовано Вятское наместничество с центром в городе Хлынове, переименованном в Вятку. В 1781 году правящий должность герольдмейстера, действительный статский советник А. А. Волков представил гербы городов наместничества на Высочайшее утверждение. Исторический герб Уржума был Высочайше утверждён 28 мая (8 июня) 1781 года императрицей Екатериной II вместе с другими гербами городов Вятского наместничества.

Описание герба гласило:
В верхней части щита герб Вятский, в нижней части в голубом поле дикий гусь, которых в окрестностях сего города весьма много.